# Никола Скаев
Никола Христов Скаев или Скайов е български революционер, деец на Вътрешната македоно-одринска революционна организация.

## Биография
Скаев е роден в 1860 година в кичевското село Вранещица, тогава в Османската империя. Роднината му Яне Скаев е деец на ВМОРО, член на Битолския околийски комитет. Никола Скаев също е посветен във ВМОРО в 1898 година от Даме Груев. От 1898 до 1901 година Скаев се грижи за закупуването, пренасянето и разпределението на оръжие. В 1901 година, след предателство, османските власти залавят пратка с оръжие и преносителите. При избухналата афера са арестувани 35 души, включително и Скаев, който е осъден на смърт. Амнистиран е в 1903 година.
През лятото на 1903 година взима участие в Илинденско-Преображенското въстание с четата на Трайко Илиев. На 10 август се сражава в голямото сражение при Кладник.
В 1906 година, след убийството на гъркоманина шпионин Лазо Бербера, Скаев отново е арестуван и осъден на 3 години затвор. Амнистиран е след Младотурската революция през лятото на 1908 година.
След като Кичевско попада в Сърбия в 1913 година, Скаев е преследван от новите сръбски власти. Три пъти е затварян без съдебна присъда.
На 18 март 1943 година, като жител на Вранещица, подава молба за народна пенсия, която е одобрена и отпусната от Министерския съвет на Царство България.